# Richard Aeschlimann
Pour les articles homonymes, voir Aeschlimann.
Richard Aeschlimann, né le 21 février 1944 à Yverdon-les-Bains, est un artiste peintre, dessinateur, graveur, écrivain et essayiste vaudois.

## Biographie
Depuis 1976, à Chexbres, il anime en collaboration avec son épouse Barbara la Maison des Arts Plexus.
Richard Aeschlimann est également écrivain. Son neuvième livre, L'éternité d'un jour, est une sorte de carnet de bord où l'artiste consigne ses "impressions de voyageur amnésique de la vie".
En 1981 il expose ses dessins à la Galerie 2016 d'Hauterive dans l'exposition collective Étoiles Z'et toiles.

## Publications
- Sang titre, Yverdon-les-Bains, Suisse, Éditions des Egraz, 1970, 130 p. (BNF 37043248)
- Le Regard géologue. Dessins, 1969-1972, Lausanne, Suisse, Éditions L’Âge d’Homme, 1973, 111 p. (BNF 34564494)
- L’Éternité d’un jour, Lausanne, Suisse, Éditions L’Âge d’Homme, 1999, 118 p.  (ISBN 2-8251-1337-9)
- Petits miroirs des souvenirs ordinaires, Lausanne, Suisse, Éditions L’Âge d’Homme, 2001, 166 p.  (ISBN 2-8251-1630-0)
- Czapski. Moments partagés, Lausanne, Suisse, Éditions L’Âge d’Homme, 2010, 172 p.  (ISBN 978-2-8251-4097-0)
- Premier regard, Lausanne, Suisse, Éditions L’Âge d’Homme, 2014, 152 p.  (ISBN 978-2-8251-4392-6)
- Comme des larmes tombées du ciel, Lausanne, Suisse, Éditions L’Âge d’Homme, 2015, 228 p.  (ISBN 978-2-8251-4508-1)